# Jean Hyppolite
Jean Hyppolite (Jonzac, 8 gennaio 1907 – Parigi, 26 ottobre 1968) è stato un filosofo francese, conosciuto per la promozione dell'opera di Hegel, e di altri filosofi tedeschi, e per aver contribuito alla formazione di alcuni tra i più eminenti pensatori di Francia nel secondo dopoguerra. Études sur Marx et Hegel è uno dei suoi maggiori lavori.

## Biografia
Hyppolite si laureò all'École Normale Supérieure all'incirca nello stesso periodo di Jean-Paul Sartre. Nel 1939 pubblicò la prima traduzione in francese della Fenomenologia dello spirito di Hegel. Dopo la guerra divenne professore all'Università di Strasburgo, dove scrisse Genesi e struttura della "Fenomenologia dello Spirito" di Hegel (1947) prima di spostarsi alla Sorbona nel 1949.
Nel 1952 Hyppolite pubblicò Logica ed esistenza, un lavoro che avrebbe avuto grande influenza su quello che sarebbe divenuto famoso come Postmodernismo. Il libro è un tentativo di correlare la Fenomenologia e la Logik berlinese di Hegel. Nel far ciò, solleva le questioni del linguaggio, dell'essere, della differenza, che sarebbero divenuti i caratteri distintivi della nuova filosofia francese alla fine del XX secolo. Un accenno all'importanza e alla centralità di questo testo si può trovare nella recensione che ne fece Deleuze.
Nel 1954 divenne direttore dell'École Normale Supérieure e nel 1955 diede alla luce uno studio sul periodo giovanile (il più hegeliano) di Karl Marx. Nel 1963 venne eletto al Collège de France e gli fu assegnata la cattedra in Storia del pensiero filosofico.
Mentre filosofi come Sartre erano conosciuti per le loro produzioni originali, ancorché influenzate dalla filosofia tedesca, Hyppolite è spesso ricordato oggi come espositore, come maestro e come traduttore. La sua influenza si estese a un numero consistente di pensatori, tra i quali Michel Foucault, Jacques Derrida, Gérard Granel, Étienne Balibar e Gilles Deleuze.

## Opere
- Saggi su Marx e Hegel (Études sur Marx et Hegel, 1955), Collana idee nuove, Milano, Bompiani, 1963.
- Genesi e struttura della «Fenomenologia dello spirito» di Hegel (1953), traduzione di G.A. De Toni, Firenze, La Nuova Italia, 1999, ISBN 978-88-221-2482-1. - Collana Il pensiero occidentale, Bompiani, Milano, 2005, ISBN 978-88-452-3421-7.
- Introduzione alla filosofia della storia di Hegel (1944), cura e traduzione di Lorenzo Calabi, Collana Philosofica n.166, ETS, 2016, ISBN 978-88-467-4510-1.
- Logica ed esistenza. Saggio sulla logica di Hegel (Logique et existence: Essai sur la logique de Hegel, 1953), A cura di Sandro Palazzo, Collana Il pensiero occidentale, Milano, Bompiani, 2017, ISBN 978-88-452-9400-6.
- (FR) Sens et existence dans la philosophie de Maurice Merleau-Ponty, 1963.
- (FR) Hegel et la pensée moderne: séminaire sur Hegel dirigé par Jean Hyppolite au Collège de France (1967-1968), textes publiés sous la direction de Jacques d'Hondt, 1970.
- (FR) Figures de la pensée philosophique, 1971.
- (FR) Jean Hyppolite: entre structure et existence, éd. Giuseppe Bianco, Presses de la rue d'Ulm, 2013.